# Test (zespół muzyczny)
Test – polska grupa hard-rockowa. W początkowym okresie działalności kojarzona z muzyką pop.

## Historia
Zespół powstał w maju 1971 roku w Warszawie; założony przez trzech byłych muzyków Grupy ABC: Wojciecha Gąssowskiego (śpiew, instrumenty perkusyjne), Andrzeja Mikołajczaka (instrumenty klawiszowe) i Aleksandra Michalskiego (saksofon tenorowy i barytonowy, flet). Ponadto w jego składzie znaleźli się: gitarzysta Tomasz Dziubiński, basista Bogdan Gorbaczyński (eks- Pięciu) i perkusista Ryszard Gromek (eks- Wiatraki).
Test zadebiutował w czerwcu 1971 roku w miejscu w którym powstał, czyli w studenckim klubie Stodoła, zaś w lipcu dokonał swych pierwszych nagrań radiowych. Po letnich występach z cyklu „Diorama 1971” w Sopocie – we wrześniu zespół odbywał tournée po ZSRR w towarzystwie zespołu Maryla Rodowicz i Jej Gitarzyści oraz Zofii Kamińskiej (program pt. Jadą Wozy Kolorowe). Ten okres jego działalności zdominował repertuar w stylu pop, takie piosenki jak „Antonina” czy „Sam sobie żeglarzem”.
Muzyczne oblicze grupy uległo zmianie w styczniu 1972, gdy miejsce Dziubińskiego zajął gitarzysta Dariusz Kozakiewicz (eks- Breakout). W repertuarze Testu pojawiły się pierwsze kompozycje jego autorstwa – dynamiczne, ostre, rockowe z charakterystycznymi partiami gitary. Opiekunem Testu stało się Polskie Stowarzyszenie Jazzowe. Zespół nawiązał współpracę z Młodzieżowym Studiem Rytm i z wokalistką Haliną Frąckowiak (nagranie przez zespół podkładów do piosenek: „Julio, nie bądź zła” i „Bawimy się w życie”, które znalazły się na longplayu Idę). Podczas pierwszych krajowych koncertów Kozakiewicza przez kilka tygodni zastępował Mirosław Męczyński (eks- ABC; gitara).
W maju zespół na własny koszt nagrał kilka własnych kompozycji (m.in. „Żółw na Galapagos” i „Po horyzontu kres”) oraz kilka światowych hitów: „Smoke on the Water” z repetuaru Deep Purple, „Livin’ in sin” grupy Skin Alley oraz „I Shall Be Released” Boba Dylana. Dwa pierwsze utwory weszły na Listę Przebojów Rozgłośni Harcerskiej.
W połowie 1973 pianistą zespołu został Marian Siejka, a nowym gitarzystą basowym Tadeusz Kłoczewiak (eks – zespół Stana Borysa). Najsłynniejszy skład wykrystalizował się w końcu tego samego roku podczas występów w warszawskim Teatrze Rozmaitości w Warszawie w sztuce Dziś straszy (tekst: Agnieszka Osiecka, muzyka: Andrzej Zieliński). Tworzyli go: Gąssowski, Kozakiewicz, Kłoczewiak oraz perkusista Henryk Tomala (eks- 74 Grupa Biednych). W tym składzie muzycy dokonali kilku nagrań radiowych, zaś w kwietniu 1974 roku weszli do studia, aby nagrać album Test. W części sesji nagraniowych wzięli udział także: klawiszowiec Krzysztof Sadowski, kontrabasista Wojciech Bruślik i skrzypek Wojciech Bolimowski. Hardrockowe utwory, takie jak: „Płyń pod prąd”, „Matylda”, „Gdy gaśnie w nas płomień”, „Zguba” czy „Przygoda bez miłości” stały się przebojami. Pomimo zróżnicowanego repertuaru i udziału znakomitych muzyków. Album w momencie wydania został przyjęty chłodno, ponieważ w ówczesnej Polsce pojawiła się dyskotekowa moda i zainteresowanie debiutanckim longplayem Testu wzrosło dopiero pod koniec lat siedemdziesiątych, w epoce Nowej Fali Polskiego Rocka (Muzyka Młodej Generacji).
Nie był to koniec problemów, ponieważ zespół nękały kolejne zmiany personalne. Latem 1974 roku dołączyli: Tadeusz Gogosz (gitara basowa; eks- Grupa Organowa Krzysztofa Sadowskiego), nieco później przewinęli się przez zespół, kolejni perkusiści; a byli to: Wojciech Morawski (perkusja; eks- Breakout) i Piotr Rossa. Jednakże już w lutym 1975 roku w składzie grupy pojawili się kolejni muzycy: Jacek Krzaklewski (eks- Romuald i Roman), Kazimierz Cwynar (gitara basowa; eks- Nurt) i Janusz Staszek (perkusja) – którego miejsce po kilku miesiącach zajął Maciej Czaj (perkusja; eks- Koman Band). W maju 1975 roku z myślą o realizacji drugiego longplaya, zespół (z Czajem za zestawem perkusyjnym) nagrał dla Polskiego Radia piosenki „Bez problemów” i „Nie bądź taka pewna siebie”. Jednak wkrótce okazało się, że do nagrania płyty nie dojdzie. Nowym muzycznym partnerem W. Gąssowskiego, D. Kozakiewicza i M. Czaja został Aleksander Mrożek (gitara; eks- Nurt). Jesienią 1976 roku zespół w składzie: Gąssowski, Kozakiewicz, Mrożek, Cwynar, Czaj zagrał pożegnalny koncert w miejscu swojego debiutu, a mianowicie w klubie Stodoła.
Test koncertował m.in. w krajach Bloku wschodniego: ZSRR (1971, 1972), a także w Niemczech (1972, 1973, 1974). W kraju występował u boku Locomotiv GT (październik 1974) i Skorpió (1974) oraz wziął udział w imprezie z cyklu „Eurorock” (luty 1975). W efekcie miesiąc później zaproszono formację na tournée po Szwecji, gdzie występowała wspólnie z zespołem Exit. Następnie wyjechała na Węgry z grupą SBB, a pod koniec 1975 towarzyszyła Budce Suflera w warszawskiej Hali Gwardii. Zespół odbył także trasę koncertową z jazzmanami: Tomaszem Szukalskim, Czesławem Bartkowskim i Janem Jarczykiem.
Zespół został reaktywowany w lipcu 1991 roku, z okazji sopockiego koncertu w ramach imprezy „Trzy Dekady Rocka w Polsce”. W skład grupy weszli wówczas: W. Gąssowski, D. Kozakiewicz, W. Morawski, Mieczysław Jurecki (gitara basowa) i Jerzy Kosacz (instrumenty klawiszowe).

## Dyskografia
- 1971: Antonina (EP)
- 1974: Test